# Arenal (Costa Rica)
Arenal, o anche Nuevo Arenal, è un distretto della Costa Rica facente parte del cantone di Tilarán, nella provincia di Guanacaste.